# Arcadia Lakes
Arcadia Lakes is een plaats (town) in de Amerikaanse staat South Carolina, en valt bestuurlijk gezien onder Richland County.

## Demografie
Bij de volkstelling in 2000 werd het aantal inwoners vastgesteld op 882.
In 2006 is het aantal inwoners door het United States Census Bureau geschat op 828, een daling van 54 (-6,1%).

## Geografie
Volgens het United States Census Bureau beslaat de plaats een oppervlakte van
1,7 km², waarvan 1,4 km² land en 0,3 km² water.

## Plaatsen in de nabije omgeving
De onderstaande figuur toont nabijgelegen plaatsen in een straal van 16 km rond Arcadia Lakes.